# Oxypoda lacustris
Oxypoda lacustris es una especie de escarabajo del género Oxypoda, familia Staphylinidae. Fue descrita científicamente por Casey en 1906.
Se distribuye por Canadá. Se encuentra sobre hábitats húmedos, en la hojarasca, estanques y bosques mixtos.